# Discretionaire bevoegdheid
Een discretionaire bevoegdheid is een bevoegdheid die enerzijds een bestuursorgaan (in het bestuursrecht) en anderzijds een rechter in meer of mindere mate de vrijheid toekent om in concrete gevallen naar eigen inzicht een besluit te nemen. Deze bevoegdheid onderscheidt zich daarmee van gebonden bevoegdheden en wordt ook wel aangeduid met het begrip beslissingsruimte.
De discretionaire ruimte van een bestuursorgaan is onder te verdelen in beoordelingsruimte en beleidsruimte. Van beoordelingsruimte is sprake als het bestuursorgaan bij het nemen van een besluit vrij is om te beoordelen of aan de in de wet genoemde voorwaarden is voldaan. De rechter toetst de uitoefening van een bevoegdheid waarbij sprake is van beoordelingsruimte marginaal. In de regel vraagt hij zich dan af of het bestuursorgaan "in redelijkheid tot zijn oordeel heeft kunnen komen". In de wettekst moeten "vage termen" zijn opgenomen, wil men kunnen spreken van beoordelingsruimte. Van beleidsruimte is sprake als het bestuursorgaan vrij is om al dan niet van een bevoegdheid gebruik te maken. In de wettekst wordt gebruikgemaakt van de woorden "kan" en "is/zijn bevoegd" om aan te geven dat sprake is van beleidsruimte. Een voorbeeld van een bepaling waarin zowel sprake is van beleidsruimte als beoordelingsruimte is artikel 172, derde lid, van de Gemeentewet:

De burgemeester is bevoegd bij verstoring van de openbare orde of bij ernstige vrees voor het ontstaan daarvan, de bevelen te geven die noodzakelijk te achten zijn voor de handhaving van de openbare orde.
— Vetgedrukt door redactie.

Of sprake is van verstoring van de openbare orde is aan de vrije beoordeling van de burgemeester overgelaten. Is de burgemeester van mening dat de openbare orde verstoord wordt, of dat daarvoor ernstige vrees bestaat, dan is het aan hem om te bepalen of hij van zijn bevoegdheid gebruikmaakt om "de bevelen te geven die noodzakelijk te achten zijn voor de handhaving van de openbare orde".
Dat het bestuursorgaan vrij is in zijn beoordeling betekent overigens geenszins dat het volledig naar eigen inzicht kan beslissen. De algemene beginselen van behoorlijk bestuur verbieden ongelijke behandeling bij gelijke gevallen en vereisen dat aan de uitoefening van de vrijheden invulling wordt gegeven door, bijvoorbeeld, het opstellen van beleidsregels, om willekeur te voorkomen.
In de loop van 2017 is de Afdeling bestuursrechtspraak van de Raad van State gestopt met het gebruik van de termen beoordelingsvrijheid en beleidsvrijheid, omdat deze termen een te vrij karakter met zich mee droegen. In plaats daarvan zijn de termen beoordelingsruimte en beleidsruimte in gebruik genomen.
De wetgever heeft overigens ook discretionaire bevoegdheden toegekend aan de rechter. Bijvoorbeeld bij het bepalen van een straf, kan de rechter deze zelf bepalen binnen de minima en maxima die de wet bepaalt.

## Voetnoten
1. ↑  Damen 2009, p. 314.
2. 1 2  Damen 2009, p. 316.
3. ↑  Raad van State 2017.
4. ↑  Tak 2005, pp. 723-724.